# Daniel Pi i Tramunt
Daniel Pi i Tramunt (Barcelona, 27 d'octubre de 1923 - Barcelona, 27 de novembre de 2016) va ser un excursionista i escalador català.

## Trajectòria
Com a soci del Centre Excursionista Els Blaus de Sarrià, des d'inicis de la dècada de 1940, durant uns anys liderà un grup que organitzà diverses accions culturals, com la Comissió d'Investigacions Muntanyenques el 1944. L'any 1945, amb Antoni Ruiz, Joan Rigall i altres amants de la muntanya i la dansa, fundà l'Associació Excursionista d'Etnografia i Folklore (AEEF), entitat en la qual va desenvolupar diversos càrrecs i tasques fins a l'actualitat, en diferents consells directius, com a president, vicepresident o com a secretari.
El 1947 col·laborà en l'Aplec Excursionista a Montserrat, el 1958 ho feu en els actes del Cinquantenari del Poema Canigó, i el 1968 en els actes de la Flama de la Llengua Catalana. Fou impulsor del Grup d'Entitats Excursionistes de Barcelona entre els anys 1972 i 1975. El febrer de 1974 formà part del Consell General de la Federació Espanyola de Muntanyisme (FEM) com a vocal de premsa i propaganda. Fou organitzador de les edicions 5a i 6a del Congrés Excursionista Català que van tenir lloc els anys 1977 i 1981, i col·laborà en els actes del Centenari de l'Ascensió de Jacint Verdaguer a la Pica d'Estats (1983). Entre 1967 i 2003 fou membre del Comitè Català de Refugis.

## Publicacions
Ha estat escriptor i col·laborador en diverses revistes. Així, col·laborà amb la revista federativa Vèrtex amb la secció "Santuaris d'utilitat excursionista" (1971-95). Publicà els llibres Santuaris muntanyencs de la Garrotxa (1981) i Santuaris muntanyencs del Ripollès (1985).

## Reconeixements
El 1973 rebé la medalla de la Federació Espanyola de Muntanyisme (FEM), el 1991 la Generalitat de Catalunya li atorgà la medalla Forjador de la Història Esportiva de Catalunya, i el 2007 se li concedí l'Ensenya d'Or de la Federació d'Entitats Excursionistes de Catalunya, per la seva trajectòria i dedicació en l'àmbit excursionista.